# Anemia obovata
Anemia obovata là một loài dương xỉ trong họ Anemiaceae. Loài này được Underw. ex Maxon mô tả khoa học đầu tiên năm 1909.